# Jack Champion
Jack Champion (sinh ngày 16 tháng 11 năm 2004) là một diễn viên người Mỹ đã được biết đến sau vai diễn Spider, một người trạc tuổi thiếu niên sống tại Pandora, xuất hiện lần đầu trong Avatar: Dòng chảy của nước (2022).

## Cuộc đời và sự nghiệp
Champion sinh ra và lớn lên tại Virginia, Hoa Kỳ. Anh đã bắt đầu sự nghiệp diễn xuất từ năm 2015 với vai phụ trong bộ phim tài liệu American Genius.
Vào năm 2017, Champion đã đăng ký thử sức tham gia diễn xuất trong bộ phim khoa học viễn tưởng Avatar: Dòng chảy của nước do James Cameron sản xuất. Trước khi được nhận vai, anh đã từng vào vai quần chúng trong bộ phim siêu anh hùng Avengers: Hồi kết (2019). Anh cũng từng đảm nhận vai chính trong bộ phim kinh dị The Night Sitter (2018). Champion đã đăng ký thử vai Avatar vào năm 12 tuổi, sau 4 tháng thử vai để vào vai Spider, một con người trạc tuổi thiếu niên sống giữa tộc người Na'vi trên hành tinh Pandora.  Do bản chất của vai diễn, Champion đã phải diễn lại toàn bộ các phân cảnh của mình trong hai lần; anh đã phải dành ra 2 năm ghi hình chuyển động trên phim trường, sau đó là hai năm rưỡi quay những cảnh tương tự thực tế ở New Zealand. Để duy trì vóc dáng trong suốt quá trình ghi hình, đặc biệt là vai diễn phải cởi trần suốt bộ phim, anh đã phải tập thể dục rất nhiều cùng huấn luyện viên cá nhân và áp dụng chế độ ăn giàu protein. Nam diễn viên cũng đã phải học lặn tự do và lặn có bình dưỡng khí cho những cảnh quay dưới nước. Sau 5 năm sản xuất, bộ phim được phát hành vào năm 2022, sau khi Champion tròn 18 tuổi. Hiện nay, bộ phim đã thu về hơn 2 tỷ đô la Mỹ trên toàn thế giới và trở thành bộ phim có doanh thu cao thứ tư trong mọi thời đại.
Champion cũng đã được xác nhận sẽ tham gia vào các phần phim tiếp theo như, Avatar 3, phát hành vào năm 2024, và Avatar 4, phát hành vào năm 2026. Việc ghi hình đã được thực hiện chủ yếu nhằm để Champion không bị già đi so với vai diễn của mình. Nam diễn viên cũng sẽ xuất hiện trong bộ phim điện ảnh Scream VI (2023). Ngoài ra, anh cũng sẽ vào vai con trai của nhân vật do Liam Neeson thủ vai trong phim Retribution, bản làm lại từ bộ phim năm 2015 của Tây Ban Nha El desconocido và xuất hiện trong Freaky Tales của bộ đôi Anna Boden và Ryan Fleck.

## Vai diễn
| Những bộ phim chưa được phát hành | Những bộ phim chưa được phát hành |

| Year    | Title                      | Role                   | Notes         |
| ------- | -------------------------- | ---------------------- | ------------- |
| 2018    | The Night Sitter           | Kevin                  |               |
| 2019    | Avengers: Hồi kết          | Đứa trẻ đi xe đạp      |               |
| 2022    | Avatar: Dòng chảy của nước | Miles "Spider" Socorro |               |
| 2023    | Scream VI                  | Chưa rõ                | Đã hoàn thành |
| 2024    | Avatar 3                   | Miles "Spider" Socorro | Hậu kỳ        |
| 2026    | Avatar 4                   | Miles "Spider" Socorro | Đang quay     |
| Chưa rõ | Retribution                | Chưa rõ                | Hậu kỳ        |
| Chưa rõ | Freaky Tales               | Chưa rõ                | Hậu kỳ        |